# The Road to Hong Kong
 The Road to Hong Kong és una pel·lícula estatunidenca dirigida per Norman Panamà, estrenada el 1962.

## Argument
Bob Hope i Bing Crosby tornen com Chester Babcock i Harry Turner, en l'última de les seves road movies. Quan Chester accidentalment memoritza i destrueix la còpia única d'una fórmula russa secreta per un nou coet, són empesos a una intriga internacional, intentant quedar vius, mantenint la fórmula fora de les mans de l'enemic.

## Repartiment
- Bing Crosby: Harry Turner
- Bob Hope: Chester Babcock
- Joan Collins: Diane
- Dorothy Lamour: Ella mateixa
- Robert Morley: Cap del 3r sglaó
- Walter Gotell: Dr. Zorbb
- Felix Aylmer: Grand Lama
- Peter Sellers: El neuròleg
- Zsa Zsa Gabor: Cameo
- Dean Martin: Cameo
- David Niven: Cameo
- Frank Sinatra: Cameo